# S Piscis Austrini
S Piscis Austrini är en pulserande variabel av Mira Ceti-typ (M) i stjärnbilden Södra fisken. 
Stjärnan varierar mellan visuell magnitud +8,0 och 14,5 med en period av 271 dygn.